# Sula dactylatra
La sula mascherata (Sula dactylatra Lesson, 1831) è un uccello marino della famiglia dei Sulidi.

## Sistematica
Esistono diverse sottospecie di sula mascherata:
- Sula dactylatra personata Gould, 1846 (sula mascherata australiana): nidifica nella zona del Pacifico centrale e occidentale, vicino alle coste dell'Australia e anche in prossimità del Messico e sull'Isola di Clipperton;
- Sula dactylatra dactylatra Lesson, 1831 (sula mascherata dell'Atlantico): nidifica nei Caraibi e in alcune isole atlantiche, compresa l'Isola di Ascensione;
- Sula dactylatra melanops Heuglin, 1859 (sula mascherata dell'Oceano Indiano): nidifica nell'Oceano Indiano occidentale;[1]
- Sula dactylatra tasmani Van Tets et al., 1988 (sula mascherata di Tasman): nidifica sull'Isola di Lord Howe, sulle Isole Kermadec e sull'Isola di Norfolk.

## Descrizione

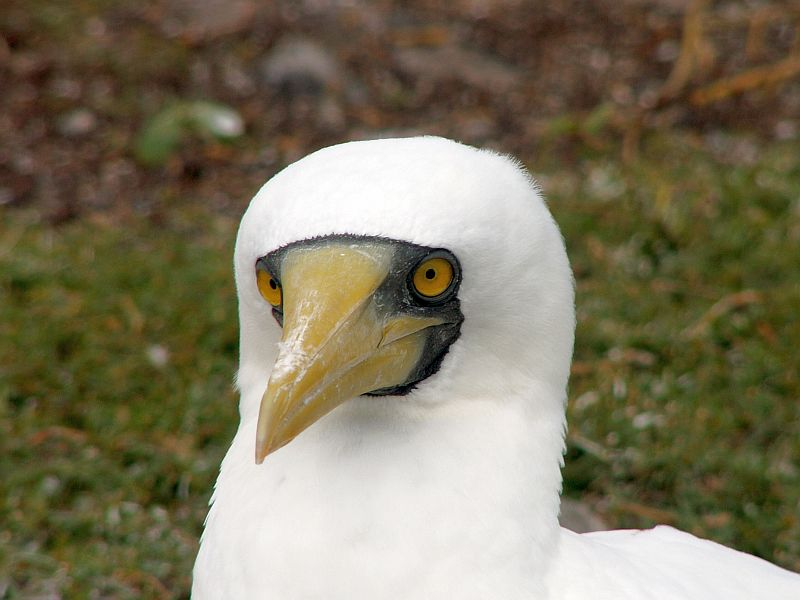
Dettaglio del muso di un esemplare di Sula dactylatra.

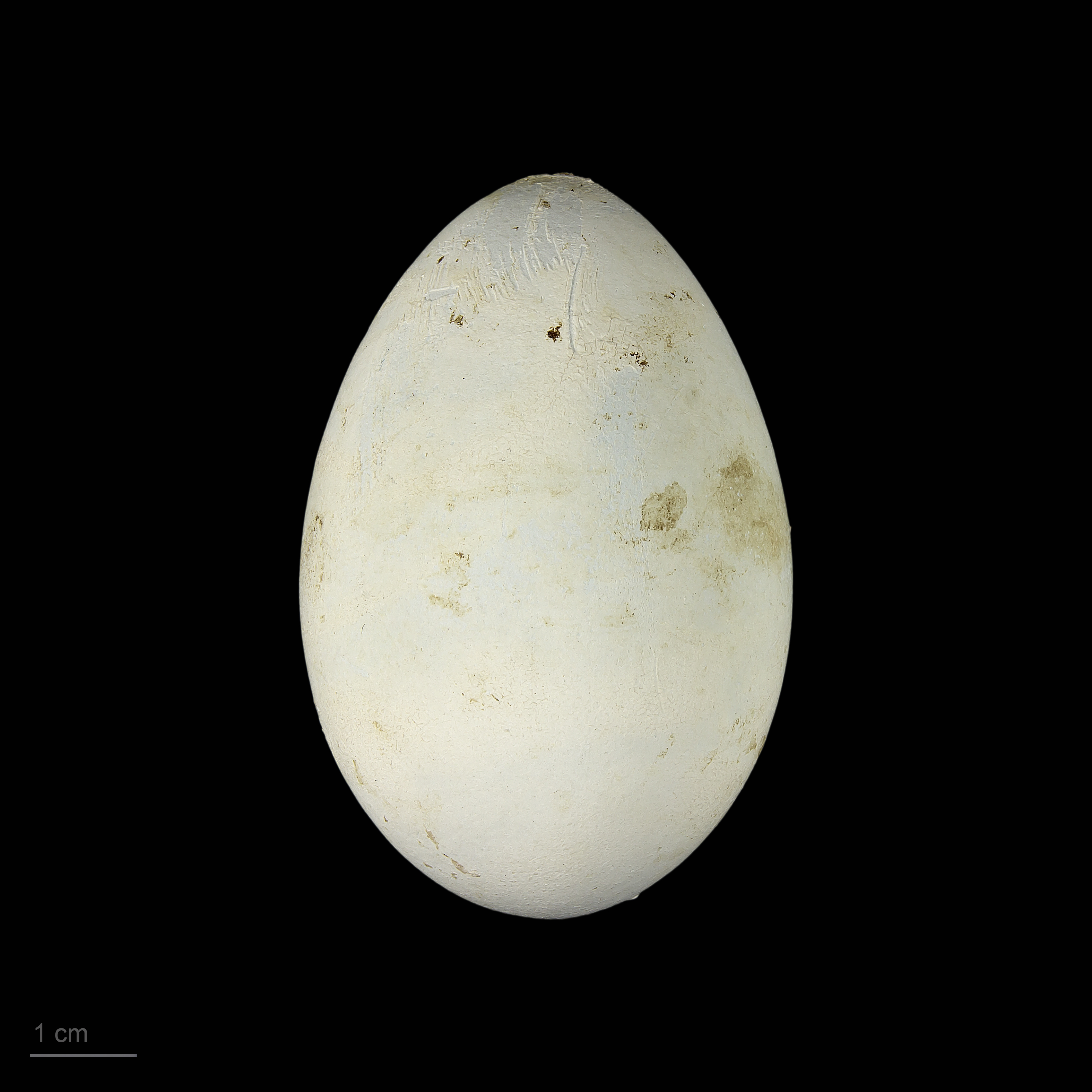
Sula dactylatra

Può raggiungere una lunghezza di circa 81-91 cm con una apertura alare di 152 cm e un peso di circa 1500 grammi. Gli esemplari adulti hanno un piumaggio bianco con le ali e la coda bordate di nero e una chiazza scura sul muso. Le differenze tra i due sessi non sono marcate, tuttavia i maschi hanno il becco di colore giallo mentre nelle femmine la gradazione del colore tende più verso il verde. Durante il periodo della riproduzione le femmine hanno una striscia di colore blu alla base del becco. Gli esemplari giovani hanno la testa e il dorso di colore marrone mentre la zona del collo e il ventre sono di colore bianco; servono circa due anni a questi esemplari per avere il piumaggio adulto.
Si nutre principalmente di piccoli pesci che cattura tuffandosi a grande velocità nelle acque del mare durante il volo. Mentre sorvola il mare non emette suoni, produce invece un forte richiamo quando torna alle colonie di nidificazione.

## Riproduzione
Nidifica in piccole colonie deponendo in piccole buche su spiagge sabbiose due uova che vengono covate da entrambi gli adulti per un periodo di 45 giorni. Nella maggior parte dei casi il pulcino che nasce dall'uovo che si schiude per primo uccide il secondogenito spingendolo fuori dal nido; questo è un comportamento che si riscontra anche nella sula di Nazca.